# Carne en polvo
La carne en polvo es una variedad de carne de res molida hasta un grado en que prácticamente la carne está pulverizada al punto de parecer arena o polvo, y de ahí su nombre. Se prepara a partir del corte llamado "falda", "tabla", o "muchacho", según la región.
Es de ocurrencia común en ciertas zonas de Colombia, como Antioquia y el Viejo Caldas. Esta preparación de la carne sirve como compañía a varios platos de la cocina antioqueña tradicional, y es esencial muchas veces, como componente de los mismos, entre ellos la bandeja paisa. Se diferencia de la carne molida por su proceso de preparación, en el que primero la carne es hervida con especias, para posteriormente pasar a su molienda; por su parte la carne molida suele ser triturada en crudo para luego ser empleada en alguna preparación. 